# European Environmental Bureau
European Environmental Bureau (EEB, Evropská environmentální kancelář) je federace více než 140 občanských organizací pro ochranu životního prostředí působících ve všech členských státech Evropské unie i v několika dalších zemích Evropy.
EEB bylo založeno v roce 1974 s cílem monitorovat a připomínkovat environmentální politiku Evropské unie. EEB sídlí v Bruselu, zřizuje celou řadu tematických pracovních skupin, pravidelně pořádá odborné semináře a konference na aktuální ekologická témata a systematicky se vyjadřuje ke klíčovým dokumentům EU ovlivňujícím životní prostředí.
EEB je člen volného sdružení Green 10 (G10) deseti největších evropských ekologických nevládních organizací, které zahrnuje dále např. Greenpeace, WWF, Přátelé Země, HEAL, CEE BankWatch a další. Podílí se na práce Evropského ECO fora.
Českým členy EEB jsou Společnost pro trvale udržitelný život (STUŽ), Zelený kruh a sdružení Arnika.